# The Stamps Quartet
The Stamps Quartet ist das älteste professionelle Gospel-Quartett in der Geschichte der Vereinigten Staaten, das noch immer aktiv ist. Das Männergesangsquartett gilt als die am meisten anerkannte und ausgezeichnete Gospelgruppe überhaupt. Es erhielt mehrere Auszeichnungen als „Beste Gospelgruppe“ und für das „Beste Gospelalbum“. Von 1971 bis 1977 gehörten die Stamps zum festen Bestandteil der mehr als tausend Konzerte, die Elvis Presley in dieser Zeit gab.

## Geschichte
Das ursprüngliche Quartett wurde 1924 von V. O. Stamps aus dem Upshur County in Texas gegründet. Nach Ableistung seines Wehrdienstes trat auch sein Bruder Frank Stamps dem Quartett bei.
Ihr 1934 veröffentlichtes Lied Give The World A Smile war der erste Gospelsong mit über einer Million verkaufter Exemplare und wurde zum Erkennungslied der Gruppe.
1962 erwarben J. D. Sumner und James Blackwood vom Blackwood Brothers Quartet den Stamps-Musikverlag inklusive des zugehörigen Quartetts. 1965 wechselte Sumner als Bass-Sänger zum Stamps Quartet und übernahm dessen Management. Später benannte er das Quartett in J. D. Sumner and the Stamps Quartet um. Im Jahr 1970 war die Gruppe beim zweiten GMA Dove Award als Male Group of the Year nominiert.
Außer mit Elvis Presley musizierte das Stamps Quartet mit vielen anderen Künstlern, darunter Tammy Wynette, Loretta Lynn, Willie Nelson, Jerry Lee Lewis, Conway Twitty, Jerry Reed, Ronnie McDowell, B. J. Thomas, Neil Sedaka, und andere.
Von 1995/96 bis 2007/08 begleiteten sie die Elvis – The Concert-Tourneen und im Zeitraum zwischen 2014 und 2024 treten sie als musikalische Begleitgruppe in Elvis – The Musical auf.
Im August 2003 erwarb Ed Enoch die Markenlizenz für das historische Stamps Quartet. Enoch gehört der Band bereits seit 1969 an. Anfangs sang er Bariton und wurde später Lead Vocalist und Roadmanager der Gruppe.